# Улица Академика Павлова (Казань)
Улица Академика Павлова (тат. Академик Павлов урамы) — улица в посёлке-микрорайоне Караваево Авиастроительного района города Казани.

## Происхождение названия
Улица Академика Павлова названа в честь академика Ивана Петровича Павлова (1849—1936), крупнейшего физиолога, создателя учения о высшей нервной деятельности человека и животных, лауреата Нобелевской премии.

## Расположение
Улица начинается у трамвайного кольца на перекрёстке с улицей Дементьева и заканчивается переходом в улицу Айдарова на перекрёстке с улицей Лукина. Проезжая часть по две полосы в каждом направлении с разделительной полосой, по которой курсируют трамваи. Трамвайная линия для маршрута № 10 от «посёлка Караваево» до завода «Оргсинтез» построена в 1966 г.
Жилищное строительство на улице в большой степени обусловлено развитием «Казмашстроя». В силу привлечения на стройку большого количества рабочих и специалистов из разных мест, остро встал «жилищный вопрос», что, в свою очередь, привело к замене сельской инфраструктуры на рабоче-посёлковую. Начальник «Казмашстроя» на заседании Совета Народных Комиссаров АТССР 7 августа 1934 г., где обсуждался «О выполнении стройплана Казмашстроя в 1-м полугодии 1934 года», говорил о необходимости проведения реорганизации жилищного фонда.

## Транспорт
Автобус: 6
Трамвай: 9, 13
Остановки: Караваево, Академика Павлова, Годовикова

## Объекты на улице
- Авиатор, гостиница
- ГУЗ Республиканский центр по профилактике и борьбе со СПИДом и инфекционными заболеваниями Минздрава РТ
- Детская музыкальная школа № 11 Авиастроительного района
- Детский сад № 368
- АО НПО «ОКБ им. М. П. Симонова» (бывш. ОАО «Опытно-конструкторское бюро „Сокол“»)[3]
- Региональный учебный центр по подготовке кадров (НОУ РУЦПК)
- № 9 — общежитие КАПО[4].